# Elliot Cowan
Elliot Cowan (Londra, 9 luglio 1976) è un attore britannico.

## Biografia
Elliot Cowan nacque a Londra ma è cresciuto a Colchester nell'Essex. Figlio di un medico specialista e di una lavoratrice di un ente di carità, ha un fratello più giovane e una sorella.
Cowan frequentò la Uppingham School a Rutland. In seguito ottenne una laurea con lode in Drama all'Università di Birmingham, prima di iscriversi alla Royal Academy of Dramatic Art a Londra, dalla quale si laureò nel luglio 2001. Dal 1994 al 1996, Cowan fu un membro del National Youth Music Theatre. Suonò la chitarra e il violoncello e lavorò con la London Sinfonia.

## Filmografia

### Attore

#### Cinema
- Alexander, regia di Oliver Stone (2004)
- Amore e altri disastri (Love and Other Disasters), regia di Alek Kashishian (2006)
- The Christmas Miracle of Jonathan Toomey, regia di Bill Clark (2007)
- La bussola d'oro (The Golden Compass), regia di Chris Weitz (2007)
- The Mark of Cain, regia di Marc Munden (2007)
- La felicità porta fortuna - Happy Go Lucky (Happy-Go-Lucky), regia di Mike Leigh (2008)
- Hammer of the Gods, regia di Farren Blackburn (2013)
- Howl, regia di Paul Hyett (2015)
- Narcopolis, regia di Justin Trefgarne (2015)
- La settima musa (Muse), regia di Jaume Balagueró (2017)
- The Conjuring - Il rito finale (The Conjuring: Last Rites), regia di Michael Chaves (2025)

#### Televisione
- Judge John Deed – serie TV, episodio 1x03 (2001)
- Jonathan Creek – serie TV, episodio 3x07 (2001)
- The Project, regia di Peter Kosminsky – film TV (2002)
- Foyle's War – serie TV, episodio 1x03 (2002)
- Ultimate Force – serie TV, 8 episodi (2002)
- Dirty Filthy Love, regia di Adrian Shergold – film TV (2004)
- Egypt – documentario, 2 puntate (2005)
- Poirot (Agatha Christie's Poirot) – serie TV, episodio 10x04 (2006)
- The Ruby in the Smoke, regia di – film TV (2006)
- In Love with Barbara, regia di Jacquetta May (2008)
- Il romanzo di Amanda (Lost in Austen) – miniserie TV, 4 puntate (2008)
- The Fixer – serie TV, 6 episodi (2009)
- Marchlands – miniserie TV, 5 puntate (2011)
- Sinbad – miniserie TV, 12 puntate (2012)
- Doors Open, regia di Marc Evans – film TV (2012)
- Luther – serie TV, episodi 3x03-3x04 (2013)
- Da Vinci's Demons – serie TV, 25 episodi (2013-2015)
- Ambassadors – miniserie TV, 1 puntata (2013)
- Cilla – miniserie TV, 2 puntate (2014)
- The Frankenstein Chronicles – serie TV, 6 episodi (2015)
- Beowulf: Return to the Shieldlands – serie TV, 13 episodi (2016)
- Krypton – serie TV, 10 episodi (2018-2019)
- The Spanish Princess – miniserie TV, 8 puntate (2019)
- Peaky Blinders – serie TV, episodio 5x01 (2019)
- Delitti in Paradiso (Death in Paradise) – serie TV, episodio 9x01 (2020)
- Fondazione (Foundation) – serie TV, 8 episodi (2021)
- The Crown – serie TV, episodi 5x01-5x02 (2022)
- Black Cake – serie TV, 4 episodi (2023)
- Fifteen-Love – serie TV, 4 episodi (2023)
- The Jetty – serie TV, episodi 1x02-1x03 (2024)

### Doppiatore
- Dragon Age: Origins – videogioco (2009)
- GoldenEye 007 – videogioco (2010)
- Warhammer 40.000: Dawn of War III – videogioco (2017)
- Assassin's Creed Valhalla – videogioco (2020)
- Bravely Default II – videogioco (2021)

## Doppiatori italiani
Nelle versioni in italiano delle opere in cui ha recitato, Elliot Cowan è stato doppiato da:
- Alessio Cigliano in Da Vinci's Demons, Krypton, La settima musa
- Germano Basile in Amore e altri disastri
- Fabrizio Manfredi ne Il romanzo di Amanda
- Roberto Pedicini in Luther
- Massimo De Ambrosis in The Frankenstein Chronicles
- Roberto Certomà in Peaky Blinders
- Gianni Giuliano in The Spanish Princess
- Stefano Crescentini in Fondazione
- Edoardo Lomazzi in The Crown[2]